# Киевский камерный оркестр
Киевский камерный оркестр (укр. Київський камерний оркестр) — украинский камерный оркестр, работающий в Киеве. Основан в 1963 г. С 1972 г. работает в составе Киевской государственной филармонии.
Был основан Антоном Шароевым, возглавлявшим оркестр в 1963—1969 гг. и затем вновь в 1976—1987 гг., и составлен из молодых музыкантов. Быстро добился признания в масштабах СССР. Первые годы репетиции продолжались по 7—10 часов в день, чтобы добиться наилучшего качества ансамблевой игры.
Наиболее значительным периодом в истории коллектива были 1969—1976 гг., когда стоявший во главе оркестра Игорь Блажков, исполнив множество сочинений композиторов разных эпох и стран — от барокко до современных украинских, сделал в программах акцент на новейшей музыке. Практически в каждом концерте коллектива были произведения, помеченные: «В Киеве исполняется впервые», «В СССР исполняется впервые» или «Исполняется впервые». Оркестр принял участие в фестивале «Пражская весна», широко гастролировал по СССР, осуществил множество фондовых записей на Украинском радио и целый ряд грамзаписей, в том числе «Вариации на тему Фрэнка Бриджа» Бенджамина Бриттена, Прелюдию и Скерцо, ор. 2, и Пять фрагментов для оркестра, ор. 42 Дмитрия Шостаковича.
Новый этап в развитии оркестра связан с приходом к руководству (с 1991 г.) Романа Кофмана, бывшего концертмейстером в его первом составе. Для цикла концертов «Роман Кофман и его друзья» были привлечены к выступлениям с оркестром таких солистов, как Наталия Гутман, Владимир Крайнев, Гидон Кремер, Лиана Исакадзе, Эрик Курмангалиев, Маквала Касрашвили, Алексей Любимов, Сергей Стадлер, Наум Штаркман, Борис Пергаменщиков, Виктория Лукьянец. В сезоне 1998/1999 гг. оркестр стал базовым коллективом проходившего во Львове фестиваля «Гранды искусства» (укр. Гранди мистецтва). Гастрольная география оркестра расширилась до всего мира. Изданный в Германии в 2006 г. звукозаписывающей фирмой MDG альбом с произведениями Густава Малера (Адажиетто из Пятой симфонии и оркестровка квартета Франца Шуберта «Смерть и дева») получил высокую критическую оценку. 1 декабря 2008 г. оркестр сыграл первый концерт цикла «Украинский авангард», состоявший из произведений девяти молодых украинских композиторов. В сезоне 2009—2010 г. оркестр сыграл все 47 симфоний В. А. Моцарта (№ 1—-41 и шесть без номеров). В сезоне 2010—2011 гг. прошёл цикл «Классика плюс», основная идея которого —- совместная игра оркестра и музыкантов неакадемических направлений. Состоялись концерты с Энвером Измайловым, Андреем Пушкарёвым, ансамблем ударных «Ars Nova». Продолжился цикл «Украинский авангард» —- в концерте 22.01.2011 г. были сыграны редко исполняемые произведения украинских композиторов-шестидесятников Виталия Годзяцкого, Леонида Грабовского. 22 мая 2011 г. оркестр с певцом Алексеем Мочаловым впервые в независимой Украине сыграл «Антиформалистический раёк» Дмитрия Шостаковича (в переложении Андрея Пушкарёва для струнного оркестра). 31 мая оркестр принял участие в концерте в зале штаб-квартиры ЮНЕСКО, посвященном 20-летию независимости Украины. 16-27 июня в Киеве состоялся Международный музыкальный фестиваль «Неделя высокой классики с Романом Кофманом», в котором Киевский камерный оркестр принял участие в качестве базового коллектива. В сезоне 2012—-2013 гг. по случаю 50-летия Киевского камерного оркестра был проведён цикл «Страницы из лучших программ» (11 концертов), в котором каждый из музыкантов оркестра выступил соло в сопровождении своего коллектива.

## Руководители оркестра
- 1963—1969 — Антон Шароев
- 1969—1976 — Игорь Блажков
- 1976—1987 — Антон Шароев
- 1987—1991 — Аркадий Винокуров
- 1991—2016 — Роман Кофман
- C 2016 г. — Николай Дядюра